# Goudurix
Cet article concerne l'attraction du parc Astérix. Pour le personnage, voir Goudurix (Astérix).
Goudurix  est un parcours de montagnes russes en métal du parc Astérix à Plailly dans l'Oise. Ouvertes le 30 avril 1989, elles sont construites par Vekoma.

## Histoire
Goudurix ouvre le 30 avril 1989 en même temps que le parc. Elle en est l'attraction-phare. Située au sud du parc Astérix, elle fait partie de la zone d'abord appelée Le Lac des Dauphins puis par la suite Grand Lac,. Le circuit de montagnes russes porte le même nom qu'un personnage de l'album Astérix et les Normands. Neveu d'Abraracourcix, il est un adolescent trouillard et fainéant. Il est l'un des personnages principaux du film d'animation Astérix et les Vikings en 2006 et du film Astérix et Obélix : Au service de Sa Majesté en 2012,. Il est un temps envisagé que l'attraction s'appelle Dragon vert. La couleur du train est rouge avec une bande jaune. La couleur des rails est blanche et celle des supports est verte.
Les montagnes russes sont construites par Vekoma. À leur ouverture, elles sont les deuxièmes au monde à proposer sept inversions. Elles détiennent le record européen du plus grand nombre d'inversions jusqu'en 1995. Cette année-là, Dragon Khan à Port Aventura les détrône avec une inversion de plus. Goudurix est le premier parcours à proposer la figure butterfly. Il n'existe qu'un autre parcours proposant cette figure,,.
En 2000, les trains sont pourvus de nouvelles coques, toujours en rouge. En 2007, la gare est transformée et reçoit la thématique d'un drakkar. À l'occasion du 20e anniversaire du parc en 2009, les rails sont grattés, nettoyés et repeints en jaune et rouge. Le bordeaux est la nouvelle couleur des poteaux. L'année suivante, les trains bénéficient d'une amélioration avec le remplacement de leurs châssis. En 2013, certaines sections des rails sont remplacées ou améliorées. En 2025, les trains sont pourvus encore une fois de nouvelles coques, toujours en rouge, avec de nouveaux harnais.

## Parcours
Le parcours débute par un lift hill à chaîne. La durée du parcours est de 1 min 20 s tandis que la chute et les inversions totalisent 52 secondes pendant lesquelles le passager subit une force de 4,5 g.
Goudurix offre sept inversions dont :
- Un butterfly (2 inversions)
- Un batwing (2 inversions)
- Un looping vertical (1 inversion)
- Un double tire-bouchon (2 inversions)

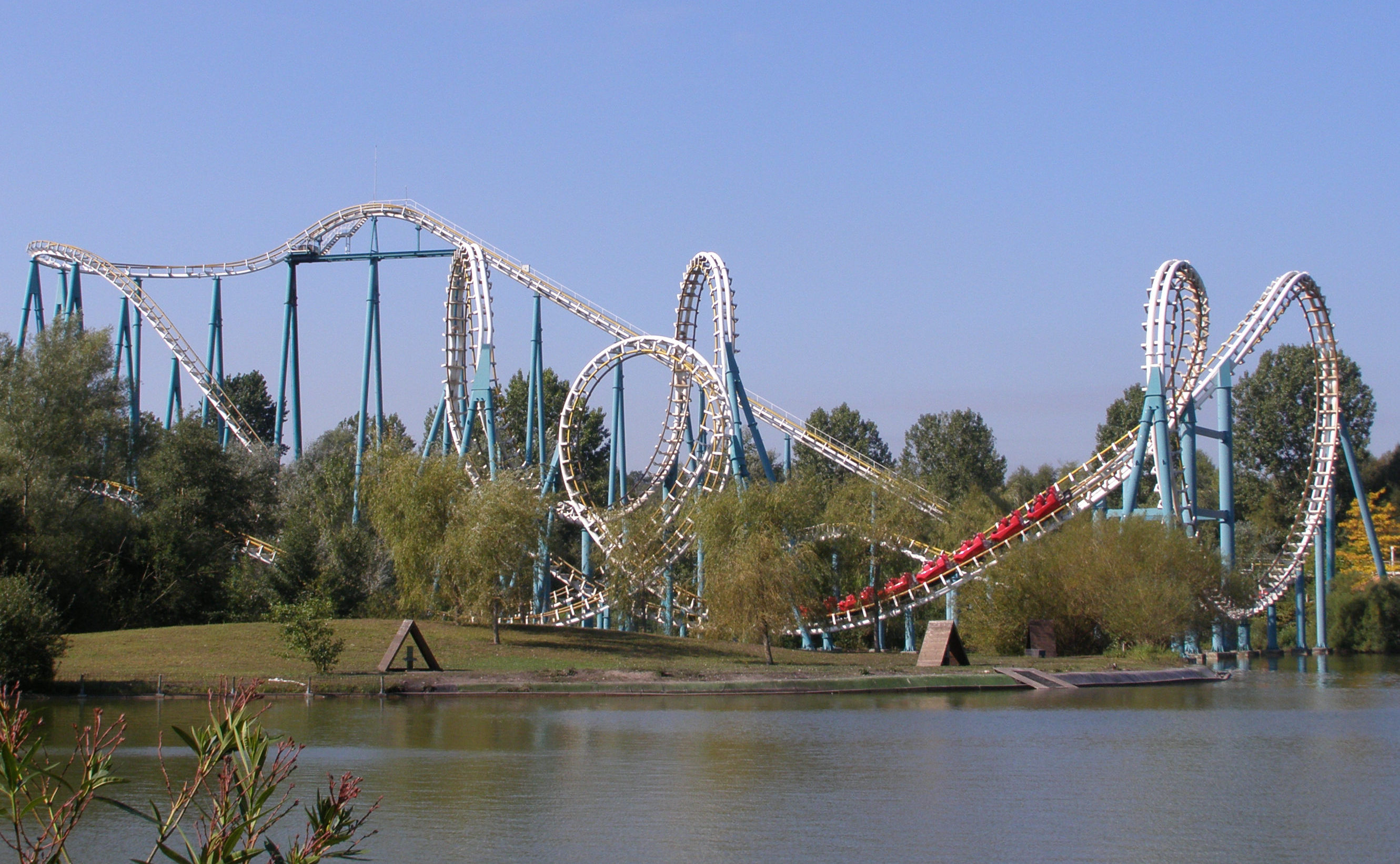
L'attraction en 2007, avec ses anciennes couleurs.
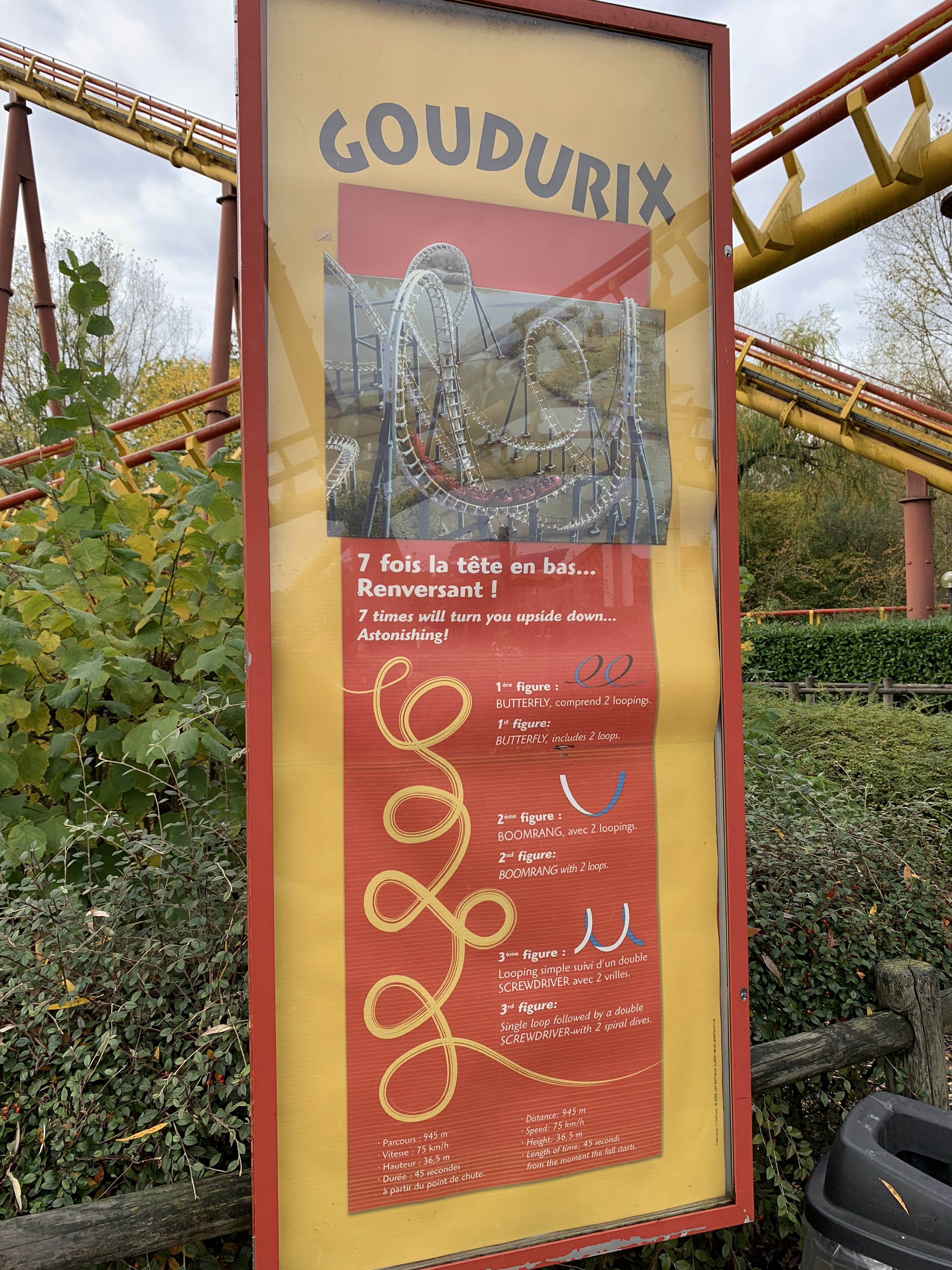
Panneau d'entrée de l'attraction Goudurix.

## Classement
| Année    | 1999 | 2000 | 2001 | 2002 | 2003 | 2004 | 2005 | 2006 | 2007 | 2008 | 2009 | 2010 | 2011 | 2012 | 2013 |
| -------- | ---- | ---- | ---- | ---- | ---- | ---- | ---- | ---- | ---- | ---- | ---- | ---- | ---- | ---- | ---- |
| Position | 150  | –    | 178  | 246  | 268  | 277  | 319  | 336  | 357  | 358  | 366  | 341  | –    | 365  | 363  |
| Sur      | 169  | –    | 213  | 246  | 269  | 277  | 319  | 337  | 357  | 358  | 368  | 342  | –    | 365  | 364  |

L'attraction est souvent critiquée par les amateurs de montagnes russes pour sa violence. Elle était régulièrement classée à la dernière place dans le sondage de Mitch Hawker.

## Trains
L'attraction dispose de deux trains composés de sept voitures présentant deux rangées de deux sièges sécurisés par des harnais. Il peut donc accueillir 28 passagers.
Ils sont améliorés en 2000, 2010 puis 2025.
En 2025, ces derniers changent passant de harnais classiques à des véhicules du type MK-12-12 similaires à HyperSpaceMountain à Disneyland Paris ou bien Python à Efteling. 

## Informations diverses
En décembre 2021, le parc distingue d'une plaque commémorative un record de 31 tours d'affilée à bord de Goudurix, établi dans la vidéo de Noël de Mcfly et Carlito